# کوه اوبلیت
کوه اوبلیت (به انگلیسی: Oubliette Mountain) یک کوه در کانادا است که در آلبرتا واقع شده‌است. کوه اوبلیت ۳٬۰۷۰ متر بالاتر از سطح دریا واقع شده‌است.